# Malacothrix (botânica)
Malacothrix é um género botânico pertencente à família Asteraceae. É originário da América do Norte. A maioria encontra-se na América do Norte e algumas espécies encontram-se introduzidas na América do Sul. Flores campanuladas ou semelhantes a margaridas, no general de tons amarelos.
Malacothrix tal como é definido aqui (que contém cerca de 22 espécies) não parece ser monofilético. Algumas das suas espécies estão relacionadas com o género Atrichoseris, enquanto que um segundo grupo está mais relacionado com os géneros Anisocoma e Calycoseris.
Trata-se de um género reconhecido pelo sistema de classificação filogenética Angiosperm Phylogeny Website.

## Espécies
- Malacothrix californica DC.
- Malacothrix clevelandii Gray
- Malacothrix coulteri Harvey et Gray
- Malacothrix crispifolia W.S.Davis
- Malacothrix fendleri Gray
- Malacothrix floccifera (DC.) Blake
- Malacothrix foliosa Gray
- Malacothrix glabrata (A.Gray ex D.C.Eaton) A.Gray
- Malacothrix incana (Nutt.) Torr. et Gray
- Malacothrix indecora Greene
- Malacothrix insularis Greene
- Malacothrix intermedia W.S.Davis
- Malacothrix junakii W.S. Davis
- Malacothrix phaeocarpa W.S. Davis
- Malacothrix polycephala W.S.Davis
- Malacothrix saxatilis (Nutt.) Torr. et Gray
- Malacothrix similis W.S.Davis et Raven
- Malacothrix sonchoides (Nutt.) Torr. et Gray
- Malacothrix sonorae W.S.Davis et Raven
- Malacothrix squalida Greene
- Malacothrix stebbinsii W.S.Davis et Raven
- Malacothrix torreyi Gray

A base de dados The Plant List indica que o género tem 35 espécies descritas, das quais 21 são aceites.